# Reino de Portugal
O Reino de Portugal e dos Algarves foi uma monarquia que existiu na península Ibérica ocidental, no sul da Europa, antecessora da atual República Portuguesa. O Reino de Portugal e dos Algarves existiu entre 1139 e 1910 (771 anos), com 35 monarcas, distribuídos ao longo de quatro dinastias: Afonsina ou de Borgonha (9), Joanina ou de Avis (9), Filipina ou de Habsburgo (3) e Brigantina ou de Bragança (14).
O núcleo do estado português foi o Condado Portucalense, estabelecido no século IX como parte da Reconquista, por Vímara Peres, um vassalo do rei de Astúrias. O condado tornou-se parte do Reino de Leão em 1097, e os Condes de Portugal estabeleceram-se como governantes de um reino independente no século XII, após a Batalha de São Mamede. O reino foi governado pela Dinastia de Avis até a crise de 1383–85, após a qual a monarquia passou para a Casa de Bragança.
Durante os séculos XV e XVI, as explorações portuguesas estabeleceram um vasto império colonial. De 1580 a 1640, o Reino de Portugal esteve em união pessoal com a Espanha dos Habsburgos.
Após a Guerra da Restauração Portuguesa de 1640–1668, o reino passou para a Casa de Bragança e, posteriormente, para a Casa de Bragança-Saxe-Coburgo e Gota. A partir desse período, a influência de Portugal declinou, mas permaneceu uma potência devido à sua colónia mais valiosa, o Brasil. Após a independência do Brasil, Portugal buscou se estabelecer em África, mas foi forçado a interromper sua expansão devido ao ultimato britânico de 1890, o que eventualmente levou ao colapso da monarquia na revolução de 5 de outubro de 1910 e consequente implantação da República Portuguesa.
O Reino de Portugal era uma monarquia absoluta antes de 1822. Alternou entre monarquia absoluta e semi-constitucional de 1822 até 1834, quando permaneceu como uma monarquia constitucional até sua queda.

## Origens do reino
O Condado Portucalense (868–1143) foi um condado que surge ao longo do processo de reconquista da Península Ibérica pelos cristãos e que é dissolvido com a assinatura do Tratado de Zamora. Deste nome provém o atual Portugal, pois durante a Alta Idade Média a atual Região Norte portuguesa foi denominada como Condado Portucalense, para diferenciá-la do Reino da Galiza. Houve, no atual território de Portugal, ao longo do processo de reconquista, duas entidades denominadas de Condado Portucalense ou Condado de Portucale. Em documentos coevos, o território denominava-se Portugália, sendo o condado fundado por Vímara Peres em 868, após a presúria de Portucale (o Porto). A partir de finais do século X e com Gonçalo Mendes, os condes portugueses passaram a usar o título de duques, o que poderia indicar maior importância e maior extensão territorial.
A província portucalense que correspondia sensivelmente ao Entre-Douro-e-Minho tinha inicialmente o Porto como capital, mas dada a revelia e poder dos condes de Portugal, agora duques, que ingeriam na monarquia leonesa, um deles acabou por ser regente do reino entre 999 e 1008. 
O Condado Portucalense reemergiu, em 1096 pela mão de Henrique de Borgonha como oferta do rei Afonso VI de Leão pelo auxílio na reconquista de terras aos mouros, a quem deveria prestar vassalagem, tendo também recebido a mão de sua filha, a infanta Teresa de Leão. A "Terra de Portugal" foi concedida como dote hereditário de D. Teresa. Este último condado era maior em extensão e abarcava também os territórios do antigo condado de Coimbra, suprimido em 1091, partes de Trás-os-Montes e ainda do sul da Galiza, a diocese de Tui. De notar que Condado é um termo genérico para designar o território português, já que os seus chefes eram alternativamente intitulados comite (conde), dux (duque), princeps (príncipe) e até regina (rainha). O condado, embora gozando de autonomia significativa, era vassalo do Reino de Leão (910-1230).
O procedimento da sua independência deu-se em três momentos fulcrais:
- O primeiro, em 26 de julho de 1139, quando Afonso Henriques de Borgonha, então conde de Portucale, foi aclamado Rei de Portugal internamente;[3]
- O segundo, com o Tratado de Zamora, em 5 de outubro de 1143, pelo qual o Reino de Leão reconhece Afonso Henriques como Rei;
- Mas só com a bula Manifestis Probatum de 1179 é que é definitivamente reconhecida a independência de Portugal pelo Papado, a autoridade máxima nas relações internacionais na época. Por essa bula, o Papa reconhece o Rei de Portugal como seu vassalo direto.

Esse foi o início da dinastia Afonsina (ou de Borgonha), essa, por sua vez, originária da família ducal de Borgonha e ascendente da última família real portuguesa, a Casa de Bragança.
Considera-se que foi em 1211, reinado de D. Afonso II de Portugal, a primeira vez que foram reunidas cortes em Coimbra, no primeiro ano do seu governo, com representantes do clero e nobreza. Foram publicadas importantes leis para proteger os bens da Coroa, garantir as liberdades e proibir os abusos dos funcionários régios. D. Afonso II, com esta Cúria, pretenderia demonstrar que queria governar com o apoio da nobreza e do clero, mas defendendo um programa político de afirmação do poder real.

## Conquista do Algarve

A cruz da Ordem de Santiago

No mesmo ano em que foi conquistada Mértola, é conquistada Alcoutim, já no actual território algarvio, e também Aiamonte, a leste do rio Guadiana, pelo rei Sancho II.
As agrestes serras algarvias constituíam um obstáculo sério ao avanço das hostes portuguesas para sul e sudoeste. Logrou o comendador Paio Peres Correia transpô-las ainda em 1238 com o apoio do cavaleiro Garcia Rodrigues, que conhecia bem todos os seus caminhos e acessos devido à sua anterior ocupação como mercador, o que permitiu aos cavaleiros espadatários contornar os principais castelos muçulmanos que vigiavam os caminhos montanheses, marchando de noite e acampando de dia, ocultos entre os montes.
Os primeiros castelos a serem tomados foram os de Alvor e Estômbar, na região de Silves e de lá eram lançadas algaras aos ricos campos em redor desta importante cidade. Mediante acordo com o emir do Algarve Aben Mafom foram trocados pelo castelo de Cacela Velha.
Falhado um ataque surpresa ao castelo de Paderne, foi depois tomada a importante vila de Tavira. Seguiu-se Salir, castelo posicionado numa das poucas vias que atravessava longitudinalmente o Algarve e dava acesso ao Alentejo. Silves foi então tomada mediante logro: enviado um pequeno destacamento de cavaleiros a atacar o castelo de Estômbar e divulgada a falsa informação de que Paio Peres seguia à testa dos seus cavaleiros, foi a cidade escalada depois de ter o emir saído com as suas tropas na direcção de Estômbar. Paderne foi conquistado pouco depois, tendo toda a sua guarnição sido chacinada, sendo provável que depois se tenham rendido os castelos serranos de Monchique, Montagudo, Marachique, Ourique e Messines.

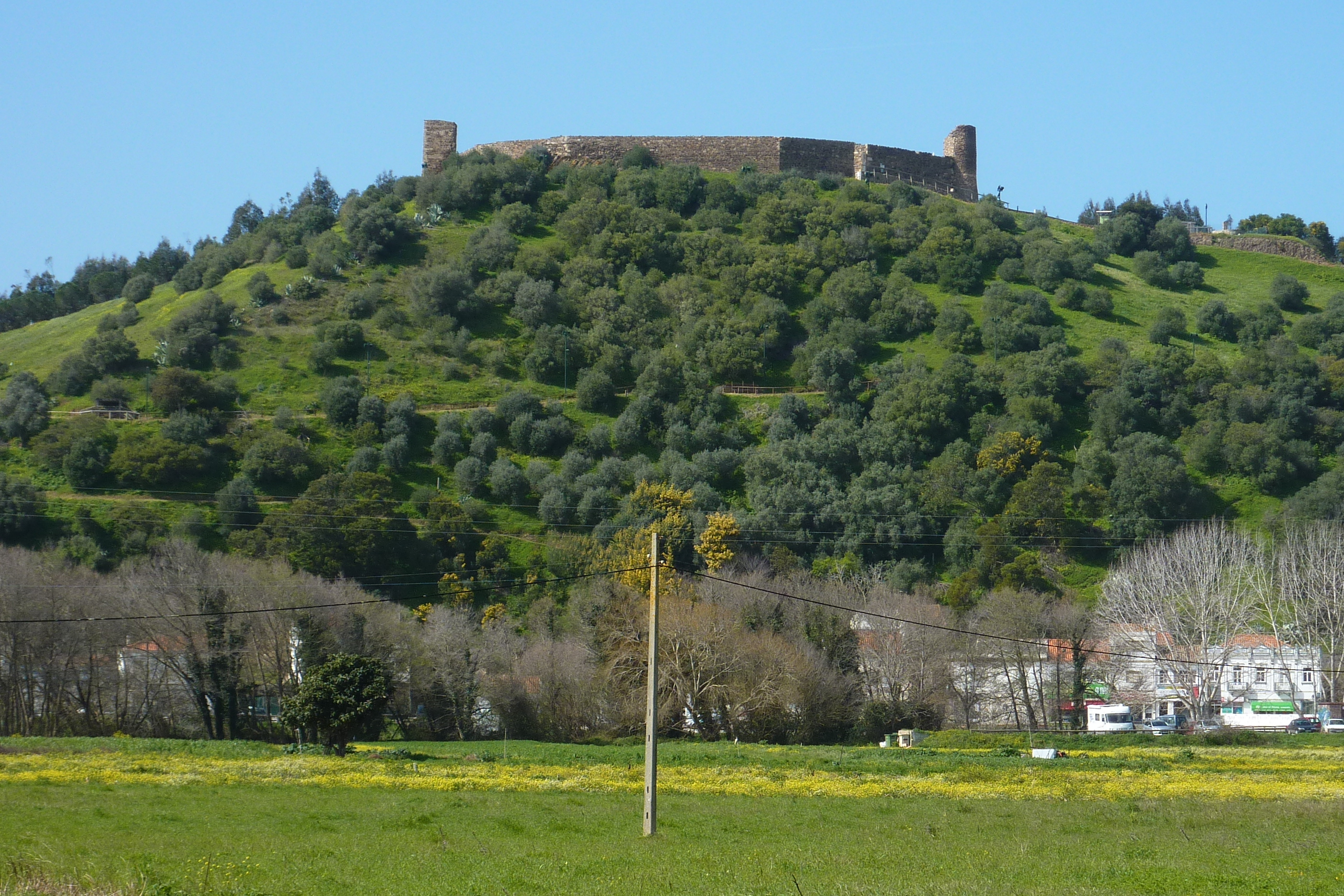
O castelo de Aljezur

Em 1249 restavam ainda as povoações muçulmanas de Aljezur, Faro, Loulé, Porches e Albufeira, cujos senhores se submeteram à autoridade dos Merínidas de Marrocos e eram difíceis de tomar sem recurso a uma frota.
Vitorioso Afonso III da guerra civil que o opusera ao seu irmão, nas primeira semanas de Março , o rei atravessou a serra algarvia por Almodôvar à testa do seu exército. Acompanhavam-no os seus principais apoiantes durante a guerra civil, com João de Aboim à cabeça, mas também os chefes das Ordens militares, como o mestre da Ordem de Avis, Lourenço Afonso, e Paio Peres Correia à cabeça dos espadatários, este acompanhado por Gonçalo Peres Magro, comendador de Mértola.
A importante cidade portuária de Faro foi cercada primeiro. O alcaide Alboambre ainda esboçou alguma resistência, confiado em reforços vindos do norte de África mas bloqueado o porto pela frota portuguesa, a cidade rendeu-se ao rei português, evitando assim o derramamento de sangue e garantindo um estatuto favorável.

A bandeira do rei Afonso III

Conquistada Faro, Loulé rendeu-se ao cabo de fraca resistência. Porches e Albufeira renderam-se ao grão-mestre de Avis Lourenço Afonso. Por fim, Aljezur, última povoação no Algarve ainda em poder dos muçulmanos, foi tomada em certa manhã pelo grão-mestre Paio Peres Correia.
Em 1249, o Algarve mourisco foi incluído no reino cristão de Portugal, concluindo a reconquista portuguesa. Tal aconteceu no reinado de Afonso III de Portugal, que acrescentou à sua intitulação "Rei de Portugal e do Algarve". Em 1254, foram realizadas cortes em Leiria, onde estavam pela primeira vez representantes das vilas e cidades.

## Consolidação do reino
Em 1297, Dinis selou a paz com os reinos de Leão e de Castela e fixou os limites fronteiriços pelo Tratado de Alcanizes. Anos antes, em 1290, adoptara como língua oficial do reino de Portugal, em vez do latim, a "língua vulgar" (galego-português), a que chamou língua portuguesa. Nesse mesmo ano, foi fundada a primeira universidade em Portugal.

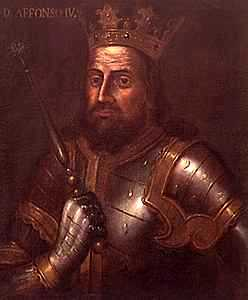
O rei Afonso IV

Em 1336, sendo rei Afonso IV, foi realizada uma expedição às ilhas Canárias. Os resultados não foram os esperados. O arquipélago foi disputado pelo rei de Castela, Afonso XI que conseguiu obter do papa a posse daquelas ilhas.
No mesmo reinado de Afonso IV, em 1348, o país foi assolado pela peste negra de setembro a dezembro. Isto vitimou muita gente e começou a haver falta de mão de obra. Leis foram criadas para impedir a vagabundagem e aqueles que trabalhavam nos anteriores ofícios deveriam voltar a trabalhar neles.
Outra medida do rei anterior foi a criação dos chamados juízes de fora. Os juízes eram agora nomeados pelo rei e não mais eleitos pelos concelhos. Esta era uma importante medida de centralização régia.
O último rei da primeira dinastia foi Fernando, filho do rei Pedro I e neto de Afonso IV. Este reinado foi marcado pelas guerras contra o vizinho castelhano. Estas foram chamadas de guerras fernandinas, começando a primeira em 1369, dois anos após ser rei e terminando a última em 1382. Nesse ano foi assinado o tratado de Salvaterra de Magos.
Foi também um tempo de confusão religiosa causado pelo grande cisma do ocidente. Portugal mudava ora para o papa de Roma, ora para o papa de Avinhão, conforme as alianças. Quando em guerra estava por Roma. Em tempo de paz com Avinhão. 
Foi neste reinado que foi criada a lei das sesmarias. A muralha de Lisboa foi ampliada e melhorada, pois a cidade tinha crescido imenso desde o século XIII e era um importante centro de comércio.

## Crise de 1383-1385 e dinastia de Avis

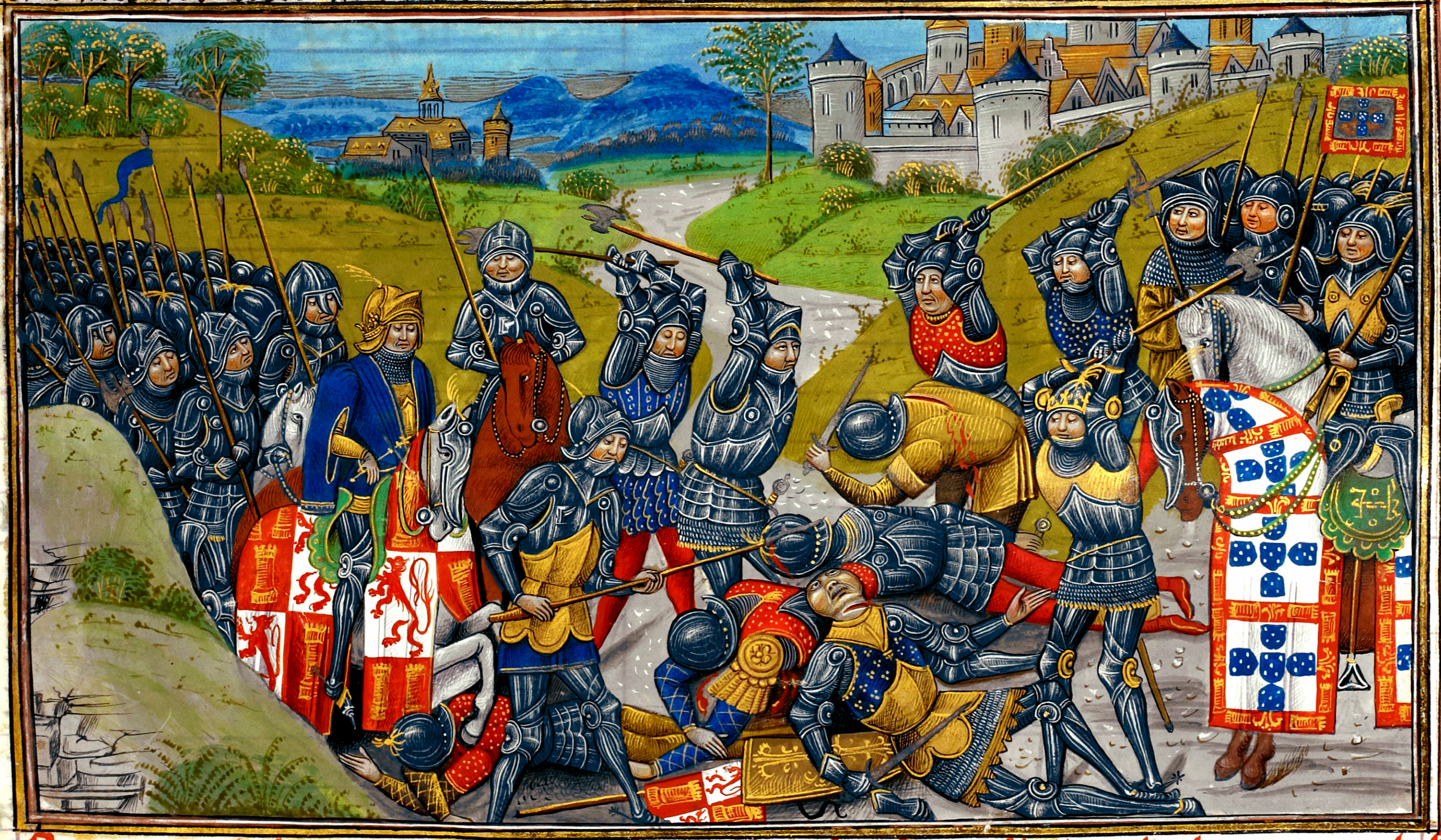
A Batalha de Aljubarrota que assegurou a independência face a Castela, a nova dinastia de Avis e a Aliança Luso-Britânica. Pintura do século XV de Jean d'Wavrin, British Library

Desde 1369, no início do seu reinado, Fernando I travou as guerras fernandinas contra forças castelhanas, ao reclamar-se herdeiro do trono de Castela. Mais tarde, no contexto da guerra dos cem anos que dividia a Europa, apoiou a pretensão de João de Gante, duque de Lancaster, ao mesmo trono. Contudo, pouco antes de morrer, viu a sua impopular mulher Leonor Teles de Menezes negociar o casamento da filha Beatriz de Portugal com João I de Castela, planeando entregar-lhe o trono de Portugal.
Após a morte de Fernando I, sem herdeiros masculinos, a regência de Leonor Teles lançou o reino num período de guerra civil e anarquia, com uma parte significativa da população revoltada face à possibilidade da perda de independência. Durante a crise de 1383-1385, a rainha partilhava o governo com o nobre galego João Fernandes Andeiro. A facção pela independência que se lhe opunha era liderada pelo meio-irmão de Fernando, João, Mestre de Avis. Em dezembro de 1383, João liderou uma revolta contra a rainha ao matar o Andeiro. Após a morte do conde, o povo de Lisboa aclamou-o Regedor e Defensor do Reino. De imediato as forças de João I de Castela entraram em Portugal e cercaram Lisboa. Em abril de 1384, Nuno Álvares Pereira, nomeado fronteiro do Alentejo, vence uma força castelhana em número superior à sua, na batalha dos Atoleiros.
Em 1385, os castelhanos avançaram para tomar o trono de Portugal. Convocaram-se então as cortes de Coimbra de 1385. Aí, um grupo de nobres como Nuno Álvares Pereira (São Nuno de Santa Maria) e burgueses como Álvaro Pais, opôs-se ao Partido Legitimista leal a Leonor. Procurando garantir a independência do reino, nomearam então como rei de Portugal João, Mestre de Avis, filho ilegítimo de Pedro I. Assim terminava a dinastia de Borgonha e iniciava-se uma segunda dinastia portuguesa, a dinastia de Avis.
Com aliados ingleses, João I liderou uma vitória determinante na batalha de Aljubarrota, que aniquilou definitivamente o exército castelhano e assegurou a independência do reino. Os exércitos portugueses foram comandados por Nuno Álvares Pereira, nomeado Condestável do Reino. Meses depois, o Condestável invadiu Castela e infligiu nova derrota na Batalha de Valverde. O casamento de João I com Filipa de Lencastre, princesa inglesa filha de João de Gante, e a assinatura do Tratado de Windsor (1386) selaram a Aliança Luso-Britânica. 

## Os descobrimentos
A partir da conquista de Ceuta em 1415, iniciaram-se várias campanhas além-mar, na conquista de praças em África, como Ceuta e Tânger. Vendo a riqueza com que se vivia na região, os portugueses empenharam-se em descobrir mais e mais territórios. O pretexto inicial da conversão cristã começava a revelar-se agora um verdadeiro espírito aventureiro, o gosto por descobrir e, ao mesmo tempo, enriquecer. Portugal inicia uma longa caminhada pela costa Africana, redescobrindo a Madeira e os Açores e descobrindo São Tomé e Príncipe, Cabo Verde, Angola e a Guiné até que João II, baseado em boatos que procurou esclarecer, inicia o planeamento de um projeto que iria lançar Portugal entre as potências mundiais: uma rota comercial marítima para a Índia. O projeto passa a empreendimento: Vasco da Gama, já no tempo de Manuel I, chega ao oceano Índico e espalha a presença portuguesa pela costa oriental africana, até a Índia. Para alicerçar esse fundamento segue-se o Tratado de Tordesilhas, com Castela, que resolve a bem antecipadamente uma fricção que se antevia entre estas as duas super potências em crescimento, para a partilha desse mundo que passava a ser alcançado por mar. Entretanto tomava-se conhecimento, através de Cristóvão Colombo, de novo território a oeste, as mais tarde chamadas Índias ocidentais, as Américas. E seria Pedro Álvares Cabral que traria para a Coroa, o maior e mais importante de todos os domínios ultramarinos portugueses em toda a história, a porção da América do Sul depois denominada Brasil, em 1500.
Com todas as suas colónias estabelecidas, Portugal tornou-se rapidamente um importante explorador comercial, tornando-se a maior potência mundial da época.

## Império Português
O Reino de Portugal nunca foi designado oficialmente como império, sendo, portanto uma categoria de análise para designar o período em que Portugal obteve o domínio de regiões fora do continente europeu. Considera-se marco inicial do império português a conquista de Ceuta, ocorrida em 1415.
Com o tempo, algumas colónias foram conquistando a sua independência, como o Brasil que, apesar de equiparado a Portugal em 1815, com sua elevação à condição de reino, apenas se tornou independente em 7 de setembro de 1822, formando o Império do Brasil, governado pela família imperial brasileira (um ramo da Casa de Bragança).
Em 5 de outubro de 1910, com a implantação da república em Portugal, o restante do império passou para o controlo da República Portuguesa. O mesmo foi oficialmente extinto no final do século XX, quando o último território ultramarino de Portugal foi entregue (Macau, em 1999), ficando Portugal apenas com dois territórios ultramarinos (depois regiões autónomas): Açores e Madeira.

## Dinastia Filipina

O território da chamada União Ibérica, quando os tronos português e espanhol estavam unificados no mesmo rei.

Em 1580, com a morte do rei Sebastião na Batalha de Alcácer-Quibir, Portugal enfrenta uma crise dinástica cuja análise se mostrou complexa. Apesar dos esforços de António, o Prior do Crato, o trono passa a ser partilhado com Castela, sob a forma de polimonarquia – várias coroas, um só rei. Contudo, note-se que António pouco fez para evitar que o Portugal caísse em mãos espanholas: podia ter nomeado um herdeiro, mas nunca o fez, como concluiu o historiador espanhol Rafael Valladares.
Durante a dinastia Filipina, o império português sofreu grandes reveses ao ser envolvido nos conflitos de Espanha com a Inglaterra, a França e a Holanda. Os confrontos foram iniciados a pretexto da Guerra dos Oitenta Anos. Entre 1595 e 1663 foi travada a Guerra Luso-Holandesa com as Companhias Holandesas das Índias Ocidentais e Orientais, que tentavam tomar as redes de comércio portuguesas de especiarias asiáticas, escravos da África ocidental e açúcar do Brasil. Portugal foi envolvido no conflito por estar unificado sob a coroa dos Habsburgos, mas os confrontos perduraram vinte anos após a Restauração da Independência em 1 de dezembro de 1640.
Face ao ocorrido e à instabilidade social provocada pela quebra de promessas pelos reis castelhanos, Portugal vive um período de guerra interna pela restauração da Independência, até conseguir a Paz que elevaria João IV e a sua Casa de Bragança ao trono português.
Após 1640 (fim da dinastia filipina), a coroa portuguesa criou o Conselho Ultramarino, encarregado de uma nova política colonial, com o objetivo de superar a situação económica enfrentada pela Metrópole. Neste contexto, o Brasil e o Grão-Pará e Maranhão, como as maiores e a mais ricas das colónias, foi alvo de um arrocho económico e administrativo, e ao mesmo tempo, estimulou-se a busca pelo ouro e pedras preciosas. Assim, procurou-se reduzir os poderes das câmaras municipais, caracterizados no localismo político dos “Homens Bons” da Colónia.

## Era pombalina e iluminismo
No princípio do século XVIII, Sebastião José de Carvalho e Melo, 1º Marquês de Pombal, assume o cargo de Secretário de Estado do Reino (o que hoje chamaríamos de primeiro-ministro), e torna-se responsável por reformas em várias áreas. Introduziu em Portugal a doutrina do "direito divino dos reis", revelando-se um déspota esclarecido ao serviço de um apagado rei absoluto, José I. Os jesuítas, defensores do pacto de sujeição do rei à república, foram naturalmente expulsos. As cortes nunca se reuniram. Foi muito contestado pela sua crueldade e rigidez, evidente no processo dos Távora. A reconstrução da baixa de Lisboa, após o terramoto de 1755, expressou os conceitos urbanos e estéticos do Iluminismo. Relativamente ao Brasil, o marquês considerava-o uma colónia estritamente dependente de Lisboa e extremamente importante para a prosperidade económica do Reino de Portugal.

## As invasões francesas
Com a derrota da Prússia em 1806 e a aliança franco-russa de 1807 (Tratado de Tilsit), Napoleão Bonaparte orienta sua política para a Espanha, formalmente um país aliado, mas cuja dinastia Napoleão pretende substituir pela dinastia Bonaparte, à semelhança do que fizera noutros estados. É nesse contexto que se deve situar a invasão de Portugal, aliado da Inglaterra e, portanto, não aderente ao sistema do Bloqueio Continental decretado em 1806 (Decreto de Berlim).
Para conseguir seus intentos, Napoleão celebra com a Espanha o Tratado de Fontainebleau (27 de outubro de 1807), o qual previa a divisão de Portugal em três reinos sob a influência da França. Ao mesmo tempo, Napoleão planeava já apoderar-se do Brasil e das colónias espanholas. O plano é executado logo no Outono de 1807, com a invasão de Portugal por um exército comandado pelo general Jean-Andoche Junot, que atingiria a fronteira portuguesa da Beira Baixa no final de novembro. Na invasão, as tropas francesas foram reforçadas por três corpos do exército espanhol. Porém, todos os planos de Napoleão fracassaram. A família real portuguesa, toda a corte e o governo, num total de cerca de 15 mil pessoas, partiram para o Brasil, de onde foi prosseguida, com inegável êxito, a política internacional portuguesa. Com a rebelião popular espanhola, as tropas espanholas abandonaram Portugal, deixando margem para a revolta do Porto (7 de junho de 1808) e para a constituição da junta provisional, ao mesmo tempo em que, em todo o território português alastra-se um movimento de resistência popular que nem a feroz repressão das forças francesas, em que se destacou especialmente o general Loison (o famigerado «maneta»), conseguiria debelar. O desembarque de uma força expedicionária britânica comandada por Arthur Wellesley, futuro duque de Wellington, perto da Figueira da Foz (1 de agosto) conseguirá deitar por terra os planos de ocupação e dissolução de Portugal. Derrotado em Roliça e Vimeiro (21 de agosto), Junot não tem outra alternativa senão assinar um armistício (Convenção de Sintra, de 30 de agosto de 1808) que, sob protesto português, lhe permitirá abandonar Portugal em navios britânicos, com as suas tropas e o seu saque. Estava concluído o fruste domínio de Napoleão Bonaparte sobre Portugal, ao mesmo tempo que a guerra alastrava a toda a Península Ibérica, acabando por comprometer toda a política imperial da França.
Nas duas invasões subsequentes, a de Soult (1809) e a de Masséna (1810), a resistência luso-britânica, que culminou nas batalhas do Buçaco (27 de setembro de 1810) e das Linhas de Torres Vedras, quebrou as asas à política imperial e aos sonhos de domínio sobre a Península. No Rio de Janeiro, o governo português, chefiado por Rodrigo de Sousa Coutinho, Conde de Linhares, obtinha da Inglaterra o cumprimento do Tratado de Londres de 1807, ao mesmo tempo em que mandava tomar a Guiana Francesa, só restituída à França após o Congresso de Viena.

## Reino Unido de Portugal, Brasil e Algarves
O príncipe regente e futuro rei João VI elevou, em 1815, o Brasil da condição de estado colonial à parte integrante de Portugal, intitulando-se desde então pela Graça de Deus Príncipe-Regente de Portugal, Brasil e Algarves, d'aquém e d'além-mar em África, senhor da Guiné, e da Conquista, Navegação e Comércio da Etiópia, Arábia, Pérsia e Índia. Durante o Congresso de Viena em 1815, como consequência do estabelecimento da Casa de Bragança e da capital do império português no Rio de Janeiro, no referido ano de 1808, durante as guerras napoleônicas, João VI estabeleceu a nova designação de Reino Unido para a sua coroa, em regime jurídico similar ao do atual Reino Unido da Grã-Bretanha e Irlanda (ou seja, uma união política). A elevação do Brasil a reino, em 1815, atendeu aos interesses estratégicos de Portugal, que, como nação de pouca extensão territorial na Europa, não tinha assento entre as grandes nações reunidas no Congresso de Viena. O conde da Barca, um dos principais ministros do governo português na época, pediu apoio ao representante da França, o príncipe de Talleyrand, para o reconhecimento do Brasil como Reino Unido a Portugal. Talleyrand viu nesse projeto a oportunidade de conquistar um aliado para os interesses da França, pois com o aumento territorial de Portugal ao tornar o Brasil um território integral (e não apenas uma mera colônia), a nação portuguesa se tornava capaz de ter assento e voto no Congresso de Viena. 

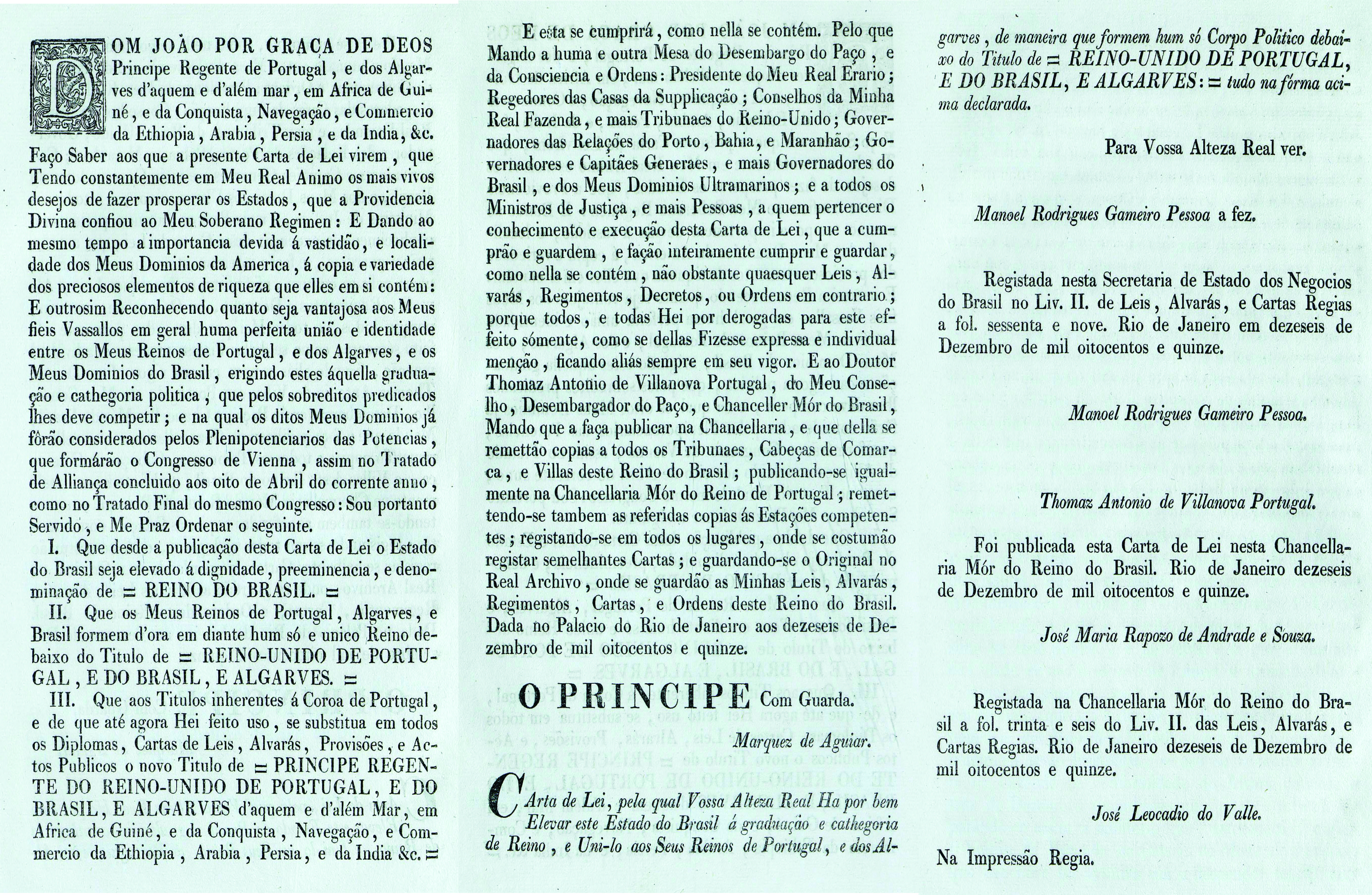
Carta régia de elevação do Brasil à Reino (Impressão Régia).

Os domínios portugueses da época ficaram a partir de então oficialmente designados como Reino Unido de Portugal, Brasil e Algarves, e João VI passou a ostentar o título de Príncipe Real do Reino Unido de Portugal, Brasil e Algarves. Após a morte de sua mãe, considerada a primeira rainha do Reino Unido de Portugal, Brasil, e Algarves, João foi aclamado na corte do Rio de Janeiro, como sucessor real. Maria I de Portugal, Brasil e Algarves permanecera com o título por apenas poucos meses, visto que logo faleceu. O Príncipe Pedro de Alcântara, último herdeiro da Coroa portuguesa a ostentar o título de Príncipe do Brasil, não chegou a ser rei do Reino Unido de Portugal, Brasil, e Algarves, pois proclamou-se Imperador do Brasil quando declarou sua Independência, em 7 de setembro de 1822. Só depois da morte de seu pai, Pedro I do Brasil foi considerado Rei de Portugal como Pedro IV de Portugal. Chegou a receber, contudo, o título de Príncipe Real do Reino Unido de Portugal, Brasil e Algarves.

## A Revolução Liberal de 1820
Nos inícios do século XIX Portugal vivia uma crise motivada pela partida da família real para o Brasil, pelas consequências destrutivas das Invasões Napoleónicas, pelo domínio dos ingleses sobre Portugal e pela abertura dos portos do Brasil ao comércio mundial, o que tinha provocado a ruína de muitos comerciantes portugueses. Ao mesmo tempo, a ideologia liberal implantava-se em pequenos grupos da burguesia.
No dia 24 de agosto de 1820 eclodiu no Porto uma revolta cujo objectivo imediato era convocar Cortes que dotassem Portugal de um texto constitucional.

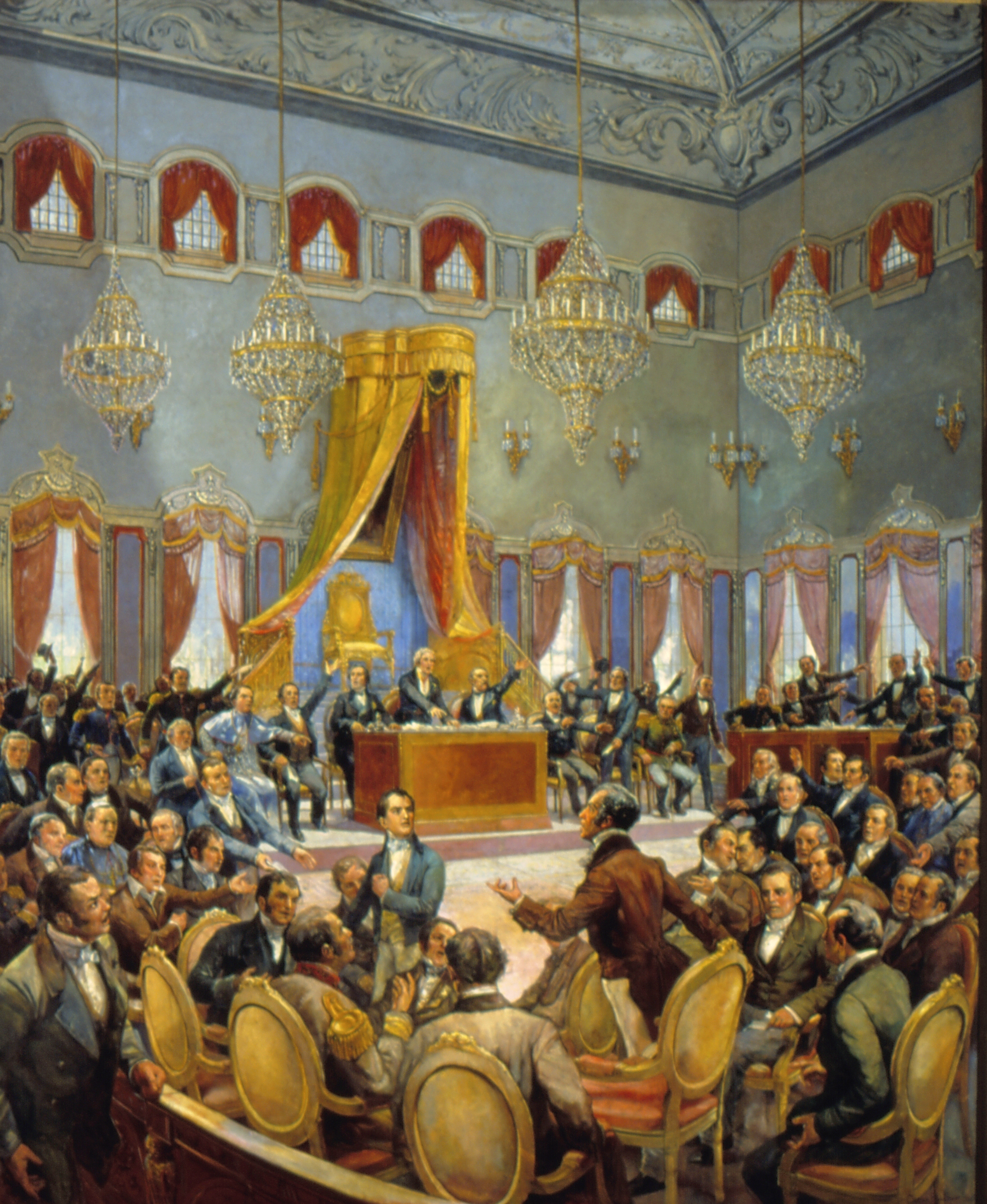
Cortes portuguesas

Esta revolução não encontrou oposição. Tendo a cidade de Lisboa aderido ao movimento, formou-se uma junta provisória cujo objectivo era organizar as eleições para eleger as cortes. Os deputados eleitos, oriundos de todo o território controlado por Portugal (Brasil, Madeira, Açores, África ocidental e oriental, e Ásia) formaram as cortes constituintes.
O rei João VI foi intimado pelas cortes a regressar a Portugal. Antes de voltar nomeia o seu filho, o príncipe real Pedro de Alcântara, regente do Reino do Brasil, o que desagradou às cortes constituintes que entendiam que a soberania só poderia residir em Portugal continental. As cortes ordenaram também que Pedro deixasse o Brasil e regressasse imediatamente à Metrópole. Essas atitudes geraram o descontentamento dos 65 deputados brasileiros nas cortes constituintes, que deixam o país em direcção ao Brasil. No dia 7 de setembro de 1822, o príncipe Pedro recebe mais uma mensagem das cortes, que rasga diante dos seus companheiros, exclamando: "Independência ou morte!". Esse ato, conhecido como o "Grito do Ipiranga", marcaria a data da independência do Brasil.
No mesmo ano, as cortes aprovaram a constituição. Inspirada na constituição francesa de 1791 e na Constituição de Cádis de 1812 , consagra a divisão tripartida dos poderes — legislativo, executivo e judicial, limita o poder do rei português, colocando a maior parte no governo e num parlamento unicamaral eleito por sufrágio direto. Isso mostra a forte influência iluminista na época.

## Guerra Civil Portuguesa (1828-1834)
Com a morte de João VI, levantava-se um problema de sucessão. Após Pedro IV ter sido forçado a abdicar do trono de Portugal em favor do trono do Brasil, Maria II, filha de Pedro IV, subia ao trono por legitimidade. Entretanto, Miguel I, que já se revoltara pelo menos duas vezes e estava exilado em Viena, foi nomeado regente do reino, e o casamento com Maria seria arranjado. Em 1827, Miguel partiu de Viena e em dezembro chegou a Inglaterra, onde conheceu o Duque de Wellington, que na época era o primeiro-ministro do partido conservador e incentivara Miguel a restabelecer o antigo regime em Portugal. O regente conheceu o rei Jorge IV e também visitou alguns locais sendo bem recebidos pelos britânicos. Em 13 de janeiro de 1828, ele partiu de Londres rumo a Lisboa. Em 22 de fevereiro, a fragata Pérola entrou no rio Tejo sendo recebida por salvas de canhão dos navios e das colinas. Ao desembarcar, uma multidão esperava-lhe com aplausos, sinos de algumas igrejas tocando, hinos sendo cantados, flores sendo atiradas do alto das janelas e o povo gritava nas ruas: Viva o Senhor D. Miguel I nosso rei absoluto. Ao mesmo tempo, outros gritavam: Morte para D. Pedro e Morte para a constituição liberal. Esse apoio popular é explicado pelas décadas de guerras, invasões e revoltas que arruinaram o país que também perdeu o status de Metrópole para o Brasil. O povo logo acreditou que unicamente um rei forte poderia salvar a nação. Além disso, os liberais eram maçónicos anticlericais e anticatólicos, justo num país onde quase cem por cento da população era católica, sendo a igreja a principal instituição de caridade fornecendo alimento e abrigo aos mendigos e necessitados. Por seu lado, Miguel era um católico bastante devoto e via a Maçonaria como um dos sérios problemas do país.
Em 13 de março de 1828, Miguel dissolveu as cortes e evocou novas. Em 7 de julho de 1828, as novas cortes aclamam Miguel I como legítimo rei de Portugal, sendo ele reconhecido pela Santa Sé, Espanha e Estados Unidos, opondo-se os países que mais tarde deram origem à Quádrupla Aliança. Pouco tempo depois as tropas liberais da cidade do Porto revoltaram-se e marcharam para Coimbra, mas Miguel reorganizou as suas tropas que reprimiram os liberais. Em Lagos, os liberais também se revoltaram e novamente foram derrotados e presos, muitos fugiram para a Espanha e Inglaterra. Na tentativa de impor o seu regime tradicionalista, Miguel depôs o regime monárquico-constitucional de Maria II, dando início a seis anos de conflitos armados com intervenções da política internacional. As ilhas da Terceira e da Madeira juram fidelidade a Maria II, mas tropas miguelistas tomam Madeira e quando tentam desembarcar na Terceira, o Duque da Terceira (que já havia reconstruído as defesas da ilha) derrota os miguelistas, mantendo os Açores nas mãos dos liberais. Para piorar, em 1830, o Duque de Wellington saiu do governo e o novo primeiro-ministro já não via Miguel I como rei, preferindo ajudar os liberais. Da mesma forma, o rei francês Carlos X foi deposto e o novo rei Luís Filipe I tampouco o reconhecia como rei. Em consequência de ataques de portugueses aos estrangeiros franceses e ingleses que apoiavam os liberais, França e Inglaterra intervieram na guerra em favor dos liberais e uma frota francesa captura oito navios portugueses no Tejo.
Para resolver a situação, Pedro I do Brasil e IV de Portugal abdica do trono brasileiro em favor de seu filho Pedro de Alcântara (futuro imperador Pedro II do Brasil), e impõe-se pela força. Viaja à Inglaterra, onde monta uma força militar e desembarca nos Açores, controlado pelos liberais e apoiado por Espanha e Inglaterra. Em seguida, Pedro, junto com o Duque da Terceira e o Duque de Saldanha, desembarca 12 000 soldados liberais na cidade do Porto, que era guarnecida por 60 000 tradicionalistas. Os liberais logo tomam os principais pontos da cidade, atacando os tradicionalistas de surpresa. Após a conquista do Porto, as tropas liberais podem avançar pelo interior do país. Em 1833, o Duque da Terceira desembarca no Faro, no Algarves, apoiado por uma frota britânica, e marcha por todo o Alentejo até capturar Lisboa. Enquanto isso, a frota britânica ataca e derrota a frota absolutista na Batalha do Cabo de São Vicente. Maria II é aclamada Rainha de Portugal e seu pai Pedro IV torna-se o regente. O exército miguelista retira-se para Santarém, onde Miguel I estabelece a sua nova base de operações. Entretanto, seu antigo aliado o infante espanhol Carlos de Bourbon decide retirar-lhe o apoio, e o general espanhol José Ramón Rodil y Campillo entra em Portugal para perseguir Carlos de Bourbon e o seu pequeno exército durante as Guerras Carlistas. Enquanto isso, o Duque da Terceira derrota os miguelistas na Batalha de Asseiceira, em 16 de maio de 1834. Miguel fugiu de Santarém indo para Elvas, sendo que quando estava em Évora os seus generais aconselharam-lhe a render-se na Convenção de Évora Monte, e permitir a restauração da Carta Constitucional de 1826 e do trono de Maria II. Assim, além de derrotar o irmão Miguel, colocar sua filha no trono e restaurar a constituição, Pedro IV ainda compôs a música do Hymno da Carta, que se tornou, de certa forma, o hino português até 1911. Logo em seguida, Pedro morre vítima de tuberculose.

## Monarquia constitucional
Durante o reinado de Maria II, Portugal experimentou um desenvolvimento educacional impulsionado pela rainha que mandou construir escolas e universidades, também reformulou o sistema educacional português. Quando morreu em 1853, foi sucedida pelo filho Pedro V, considerado como um grande monarca por sua generosidade e bondade visitando doentes, ajudando os necessitados, construindo hospitais e instituições de caridade, foi no seu reinado que em 1855, foi inaugurado o primeiro telégrafo eléctrico do país e em 1856, a primeira ferrovia ligando Lisboa à Carregado.
Em 1861 morreu repentinamente o rei Pedro V, aos 24 anos, vítima de febre tifóide. Seu irmão, Luís I, foi aclamado rei. Refira-se que durante o reinado de Pedro V surgiram dois partidos políticos que, futuramente, se revelariam bastante importantes na trama política portuguesa oitocentistas: falo-vos do Partido Regenerador e do Partido Progressista. Estes dois órgãos partidários revezavam-se no poder, dando origem a um período convencionalmente por rotativismo. Sob a chefia do primeiro-ministro Fontes Pereira de Melo, surgiu um período de desenvolvimento que impulsionou as (à custa de um enorme endividamento externo) ferrovias, fábricas, portos, estradas, também ocorreu a abolição da escravatura em Portugal, o fim da pena de morte para alguns crimes, a promulgação do primeiro código civil. Em 1884, Portugal foi proposta a criação da Conferência de Berlim para definir os territórios europeus na África, resultando no mapa cor-de-rosa que pretendia unir as colónias portuguesas de Angola e Moçambique, entretanto a oposição britânica obrigou os portugueses a desistirem do seu projeto no ultimato britânico de 1890, pois os britânicos desejavam construir uma ferrovia que ligasse o Cairo à Cidade do Cabo. Foi também no reinado de Luís I que foi criado o Partido Republicano Português que era composto por membros da Maçonaria e da Carbonária, além disso surgiu movimentos intelectuais como o realismo tendo Eça de Queiroz como grande escritor português do século XIX. O rei financiou expedições e pesquisas oceanográficas utilizando boa parte da sua fortuna nisso, além de construiu um dos primeiros aquários do mundo. O rei morreu em 19 de outubro 1889, sendo sucedido pelo filho Carlos I.

## Ultimato britânico de 1890
O rei Carlos I assumiu o trono em 1889, no mesmo ano o imperador Pedro II do Brasil era deposto, sendo padrinho de baptismo do infante Manuel, nascido em 15 de novembro de 1889. Em 1890, os britânicos através do ultimato britânico de 1890 impedem a anexação portuguesa de territórios africanos que permitiria a ligação entre as colónias portuguesas de Angola e Moçambique, pois os britânicos desejavam construir uma linha férrea que ligaria suas colónias do Cairo à Cidade do Cabo.
Apesar de se tratar de uma questão bastante complexa, sintetizar-se-á o essencial: Portugal não tinha forças terrestres e marítimas para uma eventual guerra contra a Inglaterra, o governo cede à pressão britânica desistindo dos novos territórios preferindo fortalecer e aumentar a sua influência nas suas antigas colónias expandindo-as para o interior.

O mapa cor-de-rosa mostra os territórios sob o interesse português

As guerras na África criaram vários heróis nacionais como Paiva Couceiro, Mouzinho de Albuquerque, Aires de Ornelas, Caldas Xavier, permitindo a colonização do interior destas colónias assim como a pacificação delas combatendo líderes tribais que se opunham ao domínio português. Quando os portugueses aceitaram o ultimato britânico, o velho explorador português Silva Porto, que não conseguiu autorização de um líder tribal para a permanência de tropas de Paiva Couceiro no seu território e, além disso, foi humilhado pelo líder, preferiu então enrolar-se numa bandeira portuguesa e em seguida detonou os barris de pólvora, morrendo no dia seguinte.

## Revolta de 31 de janeiro de 1891
O ultimato britânico e a consequente morte de Silva Porto exaltou os ânimos dos portugueses, uma canção patriótica conhecida como A Portuguesa foi composta, sendo inicialmente uma canção contra os britânicos tendo a letra um tom provocatório dizendo "contra os bretões, marchar, marchar!", mas o verso foi substituído em 1957, modificado para "contra os canhões, marchar, marchar!". Com letra de Henrique Lopes de Mendonça e música de Alfredo Keil, a canção logo se popularizou. Na madrugada de 31 de janeiro de 1891, vários republicanos e militares revoltam-se na cidade do Porto, os rebeldes tomam a câmara municipal e um dos líderes Alves da Veiga proclama a república, uma bandeira vermelha e verde é hasteada, A Portuguesa é utilizada como hino dos rebeldes e a multidão em festejo decide tomar a Estação de Correios e Telégrafos. Durante o caminho, tropas da guarda municipal, posicionados na Igreja de Santo Ildefonso no topo da rua, ouvindo tiros, provavelmente vindos da multidão, reagem fuzilando vários civis e militares. O povo corre em debandada, entretanto 300 rebeldes montam uma barricada em frente da câmara municipal, mas a guarda municipal com o apoio da artilharia, cavalaria e infantaria derrotam os últimos resistentes às dez horas da manhã. Alguns líderes conseguiram fugir, Alves da Veiga foi para França, o jornalista Sampaio Bruno e o advogado António Claro foram para Espanha e o alferes Augusto Malheiro fugiu para o Brasil. Centenas de envolvidos foram julgados e deportados para as colónias, enquanto A Portuguesa foi banida, sendo proibida a sua execução em qualquer local.

## Enfraquecimento do regime

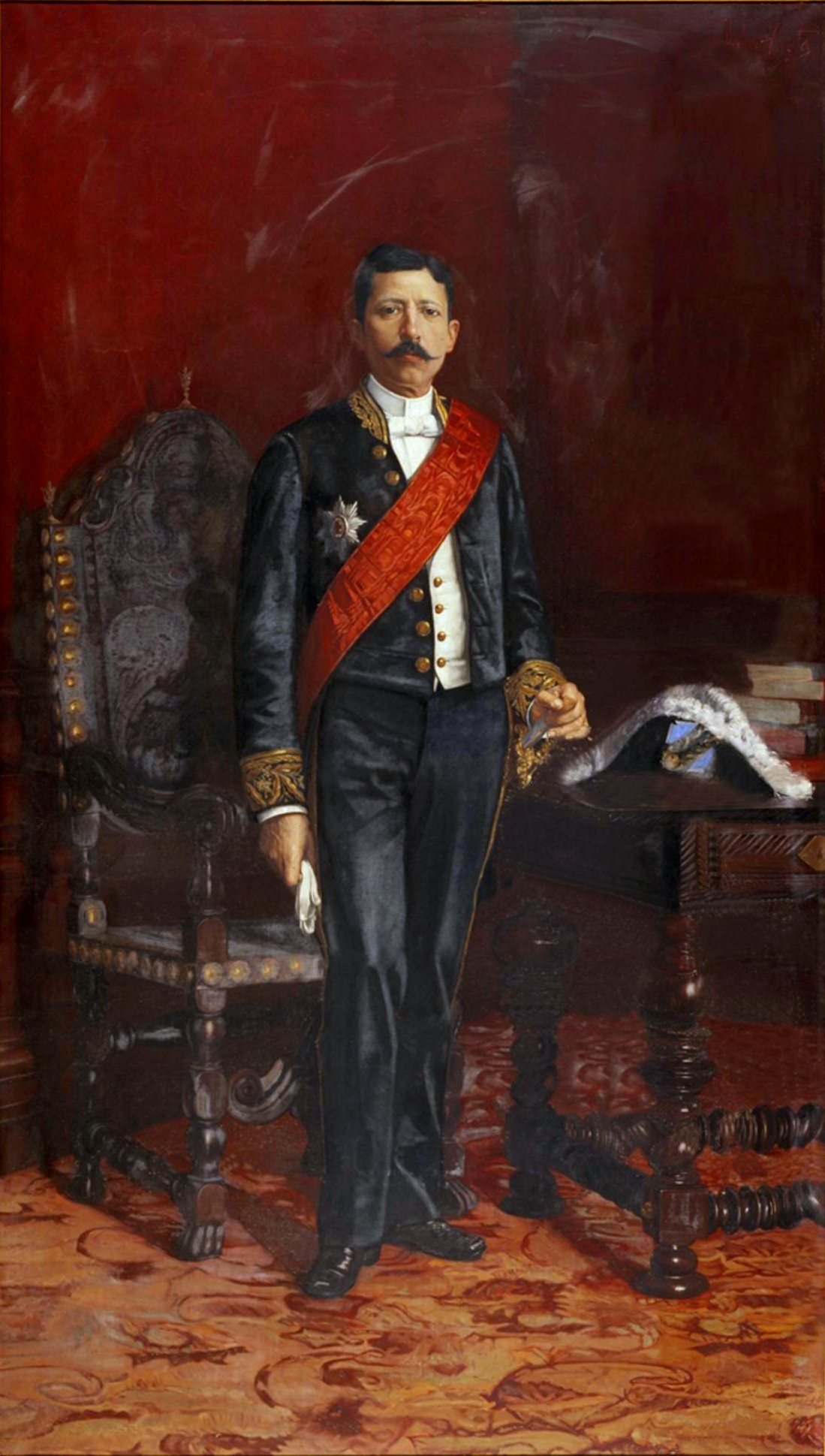
João Franco

Com o ultimato britânico e a Revolta de 1891, o regime fica desgastado, e para piorar o rotativismo já não estava a funcionar como antes, as despesas para manter a infraestrutura do país ajudam para o esgotamento das finanças obrigando o governo a decretar falência em 1891. Em 1901, uma ala do Partido Regenerador dissocia-se, formando o Partido Regenerador Liberal sob a liderança de João Franco. Em 1905, ocorre uma rutura no Partido Progressista formando um outro chamado Dissidência Progressista. No início do século XX, a situação estava complicada, a Questão dos Tabacos gerou confusão e a queda de dois gabinetes. Quando o primeiro-ministro Hintze Ribeiro caiu Carlos I nomeou João Franco como novo primeiro-ministro em maio de 1906. Franco resolveu a Questão dos Tabacos conseguindo o monopólio estatal sobre a Companhia dos Tabacos de Portugal. Em 1907, uma greve académica na Universidade de Coimbra e as agitações sociais foram utilizadas como pretexto para Franco convencer o rei a dissolver o Parlamento e adiar as novas eleições, os progressistas que acreditavam que seriam chamados para governar após a queda de Franco ficaram irritados com as atitudes dele, a oposição acusou o governo de Franco de ditadura. Em 1907, o príncipe real Luís Filipe de Bragança viaja para as colónias portuguesas africanas, onde reafirma a soberania portuguesa sobre estas, impedindo que os britânicos as tomassem. Em 1908, o clima político estava tenso, os republicanos planeavam um novo golpe com o apoio dos dissidentes progressistas, não havia certeza sobre o objetivo do golpe, inicialmente era para obrigar o rei a abdicar, depois preferiram derrubar João Franco e depois assassiná-lo enquanto outros achavam que era para implantar a república. Entretanto, um polícia soube do golpe por intermédio de um amigo que o tentou convencer a participar. No entanto, o polícia avisou os superiores e Franco, ao saber do plano, colocou as tropas leais em alerta, assim como a guarda municipal em pontos estratégicos. Prendeu ainda líderes golpistas, desorganizando assim o movimento. Em 28 de janeiro de 1908, os golpistas reuniram-se no Elevador da Biblioteca, onde pretendiam proclamar a república, vários republicanos concentraram-se ali, entre eles estava Afonso Costa, houve algumas escaramuças em algumas partes da capital entre os golpistas e governistas, finalmente o golpe foi esmagado e vários golpistas foram presos. Franco aproveitou essa oportunidade para conseguir a autorização do rei para deportá-los para as colónias africanas.

## Extinção do Reino

### O regicídio
Em 1 de fevereiro de 1908, o rei Carlos I, sua esposa Amélia de Orleães, o príncipe real Luís Filipe e o infante Manuel de Bragança regressaram a Lisboa após as suas férias em Vila Viçosa, antiga morada dos Bragança. Depois de apanharem um comboio que descarrilou, chegaram na capital a bordo do vapor "Dom Luís", desembarcando no Terreiro do Paço. De lá seguiram em carruagem aberta pela praça, quando dois republicanos e membros da Carbonária, Manuel Buíça e Alfredo Costa, assassinaram o rei. O príncipe real Luís Filipe tentou reagir, mas foi ferido no peito, tendo entretanto conseguido dar quatro tiros em Alfredo Costa. No entanto, Buíça atinge-lhe a face esquerda. O infante Manuel tentou socorrer o irmão, enxugando o sangue que escorria, mas foi também atingido no braço por um atirador desconhecido. A rainha foi a única que saiu ilesa, tendo os assassinos sido mortos pela polícia, o que acabou com o tiroteio.
Ao chegarem no Arsenal da Marinha, constata-se a morte do rei Carlos I e do seu filho mais velho, o príncipe real Luís Filipe de Bragança. Manuel II assume o trono e João Franco é demitido. O Regicídio de 1908 chocou o mundo, uma vez que o rei era amigo de vários chefes de estado.

### Proclamação da República
Após o regicídio, iniciou a política das aclamações. O almirante Ferreira do Amaral assumiu o cargo de primeiro-ministro, conseguindo acalmar os ânimos, mas logo aderiu à causa republicana. Em 3 de outubro de 1910, o governo soube da nova tentativa de golpe e alertou as tropas leais para se prepararem. Após o jantar de recepção ao presidente do Brasil Hermes da Fonseca, Manuel II retornou ao Paço das Necessidades. Pouco depois, o psiquiatra e republicano Miguel Bombarda foi assassinado por um dos seus pacientes. Os republicanos então decidiram adiar o golpe, mas o almirante Cândido dos Reis recusou, ordenando o ataque. O comissário naval Machado Santos conseguiu o apoio do Regimento de Artilharia 16 que se uniu aos republicanos. Juntamente com os soldados e carbonários, estes aquartelaram outros regimentos de artilharia, infantaria e caçadores e seguiram para a rotunda, onde se entrincheiraram com algumas centenas de praças e civis. Em Alcântara, a guarnição rebelou-se.
O tenente Mendes Cabeçadas assumiu o comando do Adamastor para apoiar os republicanos, seguido pelos cruzadores Dom Carlos I e São Rafael. Entretanto, dos três tiros de canhão (o sinal para o início da revolução) só foi disparado um. O almirante Cândido Reis, que esperava os três tiros para tomar o comando de todos os navios, ao ouvir apenas um tiro, foi informado por oficiais de que o golpe tinha fracassado. Deslocando-se de seguida para casa da irmã, cometeu suicídio, com um tiro na cabeça.
Combates deflagraram na rotunda, com o ataque do general Paiva Couceiro aos rebeldes. Entretanto, membros da Carbonária assumiram o controlo das comunicações telegráficas, impedindo a comunicação do governo com o resto do país. O São Rafael bombardeia os edifícios dos ministérios, sob os olhos dos brasileiros e de Hermes da Fonseca, que estavam a bordo do Encouraçado São Paulo. O Paço das Necessidades foi bombardeado pelo Adamastor e pelo São Rafael. Manuel II tentou telefonar, mas as linhas tinham sido cortadas e reforços de artilharia vindos de Queluz atacavam os rebeldes na Rotunda. À tarde, o rei aconselhado pelos ministros seguiu para Mafra, acreditando que com as 800 praças poderia resistir, mas constatou que só havia 100 praças em Mafra. Na madrugada de 5 de outubro, as tropas de Paiva Couceiro descobriram a localização das tropas de Machado Santos e os monárquicos bombardearam a posição republicana, causando o pânico entre os rebeldes. No entanto, às oito horas, foi ordenado um cessar-fogo para um armistício de uma hora.

Brasão de Portugal

Quando o embaixador alemão, portando uma bandeira branca, pediu um armistício aos republicanos para a evacuação de civis estrangeiros, os republicanos acreditaram que os monárquicos se estavam a render. Assim. muitos saíram às ruas dando vivas à república e cantando A Portuguesa. Às nove horas da manhã de 5 de outubro de 1910, José Relvas proclama a república na varanda do edifício da câmara municipal, sendo formado um Governo Provisório, presidido por Teófilo Braga e membros do Partido Republicano Português e em 1911, Manuel de Arriaga é eleito primeiro Presidente da República, iniciando o período da primeira República Portuguesa, até 1926. Manuel II, ao saber da proclamação da república, embarca no iate Amélia IV na Ericeira junto com a mãe e a avó Maria Pia de Saboia, com destino ao Porto, para garantir o apoio das tropas monárquicas. No entanto, por razões desconhecidas, acabam por rumar a Gibraltar. É lá que o rei toma conhecimento de que o Porto também tinha aderido à república e, desta forma, decide exilar-se em Inglaterra, marcando o fim de 771 anos de monarquia.

## Reis de Portugal
Casa de Borgonha (1139–1385)
- Afonso I (1139–1185)
- Sancho I (1185–1211)
- Afonso II (1211–1223)
- Sancho II (1223–1247)
- Afonso III (1247–1279)
- Dinis I (1279–1325)
- Afonso IV (1325–1357)
- Pedro I (1357–1367)
- Fernando I (1367–1383)

Casa de Avis (1385–1580)
- João I (1385–1433)
- Duarte I (1433–1438)
- Afonso V (1438–1481)
- João II (1481–1495)
- Manuel I (1495–1525)
- João III (1525–1557)
- Sebastião I (1557–1578)
- Henrique I (1578–1580)
- António I (1580)

Casa de Habsburgo (1581–1640)
- Filipe I (1581–1598)
- Filipe II (1598–1621)
- Filipe III (1621–1640)

Casa de Bragança (1640–1910)
- João IV (1640–1656)
- Afonso VI (1656–1683)
- Pedro II (1683–1706)
- João V (1706–1750)
- José I (1750–1777)
- Maria I (1777–1816)
- João VI (1816–1826)
- Pedro IV (1826)
- Maria II (1826–1828)
- Miguel I (1828–1834)
- Maria II (1834–1853)
- Pedro V (1853–1861)
- Luís I (1861–1889)
- Carlos I (1889–1908)
- Manuel II (1908–1910)